# ذا موبيتس
ذا موبيتس (بالإنجليزية: The Muppets)‏ أي الدمى المتحركة، هو طاقم كوميدي من الأراجوزات، تم إنشاءه من قبل جيم هانسون وقد قامت شركة ديزني بتبنيه وقد بثت عدة مسلسلات ومسرحيات وأفلام وأغاني وكتب كومكس وألعاب فيديو، أشتهر طاقم ذا موبيتس بمسلسل سام والأصدقاء الذي كان يتم عرضه في كل ليلة من سنة 1955 إلى 1961، بعد ذلك أشتهر مرة أخرى بعد عرض مسلسل شارع السمسم الذي بدأ عرضه في سنة 1969 وهو مستمر لحد الآن، ومن سنة 1976 إلى سنة 1981 عرض برنامج ذا موبيتس شو، في سنة 1979 تم عرض فيلم الدمى وفي سنة 1981 تم عرض فيلم كبير الدمى المتحركة وفي سنة 1984 تم عرض فيلم الدمى المتحركة يأخذون مانهاتن، وفيلم ذا موبيتس كرسمس كارول في سنة 1992 وفيلم الموبيتس في جزيرة الكنز في سنة 1996 وفيلم موبيتس من الفضاء في سنة 1999 و الدمى المتحركة في سنة 2011 وفيلم الدمى الأكثر طلبا في سنة 2014.

## روابط خارجية
- ذا موبيتس على موقع IMDb (الإنجليزية)
- ذا موبيتس على موقع الموسوعة البريطانية (الإنجليزية)
- ذا موبيتس على موقع ميوزك برينز (الإنجليزية)
- ذا موبيتس على موقع أول ميوزيك (الإنجليزية)
- ذا موبيتس على موقع ديسكوغز (الإنجليزية)